# Johan Filips II van Salm-Dhaun
Johan Filip II van Salm-Dhaun (Dhaun, 28 oktober 1645 - Dhaun, 26 januari 1693) was wild- en rijngraaf van Salm-Dhaun van 1673-1693. Hij was de zoon van Johan Lodewijk van Salm-Dhaun en Elisabeth van Salm-Neufville.
Johan Filips huwde te Ottweiler in november 1671 met Anna Catharina van Nassau-Ottweiler (Ottweiler, 20 januari 1653 o.s. - Dhaun, 15 februari 1731), de oudste dochter van Johan Lodewijk van Nassau-Ottweiler en Dorothea Catharina van Palts-Birkenfeld-Bischweiler. Samen hadden zij zeven kinderen:
1. Lodewijk Filips (Dhaun, 23 november 1672 - 1686)
2. Sophia Dorothea (Dhaun, 28 juni 1674 - 1686)
3. Karel (Dhaun, 21 september 1675 - Dhaun, 26 maart 1733), volgde zijn vader op.
4. Filips Magnus (Dhaun, 14 februari 1679 - 25 augustus 1709)
5. Christiaan Otto (Dhaun, 14 april 1680 - 24 april 1748)
6. Walraad (Dhaun, 25 april 1686 - 18 september 1730)
7. Ludovica Catharina (Dhaun, 23 juni 1687 - .. september 1732)